# Есон (департамент)
Есон (на френски: Essonne) е департамент в регион Ил дьо Франс, северна Франция. Образуван е през 1968 година от югоизточните части на дотогавашния департамент Сен е Оаз и получава името на река Есон. Площта му е 1804 km², а населението – 1 208 004 души (2009). Административен център е град Еври-Куркурон.